# Tryb (muzyka)
Tryb – termin w teorii muzyki oznaczający różne pojęcia:
- tryby dur i moll w systemie dur-moll,
- konkretny typ ze zbioru skal greckich,
- konkretny typ ze zbioru skal kościelnych,
- konkretny typ ze zbioru skal modalnych współczesnych,
- genus(inne języki) – rodzaj harmonii w starożytnej Grecji.